# Tranquillo Bianco
Tranquillo Bianco (Torino, 20 luglio 1883 – Torino, 18 maggio 1926) è stato un attore italiano del cinema muto.

## Biografia
Attore caratterista, venne lanciato dalla torinese Gloria Film dove prese parte a quasi tutti i film della casa, prima di passare alla Padus Film nel 1915. In quest'ultima fu interprete del film Come Tranquillo entrò in società nei panni del personaggio Tranquillo, che costituì la prima ed unica comica della serie, poiché la Padus chiuse le attività.
Lavorò anche per altre case cinematografiche come l'Itala Film, la Medusa Film e la Milano Films.

## Filmografia parziale
- Tenebre..., regia di Carlo Gervasio (1914)
- L'abete fulminato, regia di Giuseppe Pinto (1914)
- Iwna, la perla del Gange, regia di Giuseppe Pinto (1914)
- Guerra in tempo di pace, regia di Camillo De Riso (1914)
- L'occhio della morta, regia di Giuseppe Pinto (1915)
- Le memorie del diavolo, regia di Giuseppe Pinto (1915)
- Il più forte, regia di Guido Di Nardo (1915)
- Armiamoci e... partite!, regia di Camillo De Riso (1915)
- La gelosia, regia di Augusto Genina (1915)
- Come Tranquillo entrò in società, regia di Vittorio Rossi Pianelli (1915)
- Più forte della verità, regia di Adelardo Fernández Arias (1915)
- Somiglianza funesta, regia di Telemaco Ruggeri (1916)
- Il delitto della villa solitaria, regia di Adelardo Fernández Arias (1916)
- L'uomo che vide la morte, regia di Luigi Romano Borgnetto (1920)
- I borghesi di Pontarcy, regia di Umberto Mozzato (1920)
- La contessina Chimera, regia di Paolo Trinchera (1920)
- Un simpatico mascalzone, regia di Carlo Campogalliani (1921)
- La modella di Tiziano, regia di Paolo Trinchera (1921)
- Bersaglio umano, regia di Carlo Campogalliani (1921)